# Club Social y Deportivo Defensa y Justicia
El Club Social y Deportivo Defensa y Justicia, más conocido como Defensa y Justicia, o simplemente Defensa, es una entidad polideportiva de Argentina con sede en la ciudad de Florencio Varela, partido homónimo del Gran Buenos Aires. La institución fue fundada el 20 de marzo de 1935 y su principal actividad es el fútbol, deporte en el que desde 2014 participa de forma ininterrumpida de la Liga Profesional Argentina.
Es uno de los equipos que más temporadas disputó la Primera B Nacional, con un total de 24 presencias. Ha participado de todas las categorías del fútbol argentino, siendo uno de los pocos clubes que jugó desde la divisional más baja del profesionalismo y logró ascender a Primera. Asimismo, posee el reconocimiento de ser, junto a Boca Juniors y Central Córdoba de Santiago del Estero, uno de los tres equipos que jamás descendió de categoría desde su llegada a Primera División.
Luego de haber finalizando en octavo lugar en el Campeonato de Primera División 2016, el club logró clasificar por primera vez en su historia a un torneo de carácter internacional: la Copa Sudamericana 2017. En 2021, consiguió sus dos primeros títulos, ambos a nivel internacional: la  Copa Sudamericana 2020 y la Recopa Sudamericana 2021. Defensa y Justicia ostenta la particularidad de ser uno de los dos únicos clubes argentinos (el otro es Talleres de Córdoba) que han logrado consagrarse campeones a nivel internacional, sin haber obtenido nunca una competición local. También, finalizó como subcampeón de Primera División en las temporadas 2018-19 y 2021.
En el mes de noviembre de 2018, Defensa y Justicia alcanzó el 17.º puesto en el ranking mundial de clubes de la FIFA, siendo su mejor posición en la tabla.

## Historia
Un grupo de amigos fanáticos del fútbol decidieron el 20 de marzo de 1935 fundar el Club Defensa y Justicia. Ese grupo se reunía en la calle Mitre a conversar de fútbol y a pasar el rato. Al lado de donde se encontraban había un baldío bastante descuidado; entonces surgió la idea de usarlo para jugar a fútbol y hacer los clásicos picados de los sábados. Nadie recuerda el origen del nombre "Defensa y Justicia"; simplemente alguno de sus fundadores lo propuso, gustó a los demás y así se quedó bautizado el club para siempre. El escudo del club fue diseñado por el arquitecto Francisco Bazzano, siendo sus colores originales azul y blanco (luego, a raíz de que uno de los presidentes del club también lo era de la empresa propietaria de la Línea 148 de colectivos, llamada El Halcón, se adoptaron el verde y amarillo como colores distintivos y también el apodo de "Halcón" con el que se conoce al club). 
Rápidamente el club fue ganando adeptos, transformándose en una de las principales instituciones de Florencio Varela en las décadas de 1940 y 1950. Sus actividades sociales, como los bailes, movilizaban a toda la comunidad. Además, en el ámbito deportivo eran muy fuertes los equipos que presentaba en básquetbol y en fútbol, los cuales participaban en ligas zonales.
A comienzos del año 1977, se planteó en Florencio Varela el propósito de formar un club para la práctica del fútbol, con vistas a la afiliación a la AFA. Los impulsores del mismo se reunieron con el entonces presidente de la institución, Norberto Tomaghello. El proyecto consistía en la afiliación a la AFA y la participación en Primera D. La idea comenzó a tomar forma, y el 8 de mayo de 1977 se realizó un festival en el salón La Tranquera para recaudar fondos y dar comienzo a la concreción de ese objetivo bajo el emblema azul y blanco del club. El entonces Intendente Prefecto Hamilton ofreció el terreno para construir el estadio; mientras, se comenzó a seleccionar jugadores a la vez que se ingresaba la solicitud en AFA. Tras  varias dificultades, el 20 de diciembre de 1977 el comité ejecutivo de la máxima autoridad del fútbol argentino otorgó por unanimidad la afiliación al Club Social y Deportivo Defensa y Justicia.
El club debió esforzarse durante ese verano 1977-1978 para llegar al comienzo del campeonato con todo en regla. Los trabajos de agrimensores, maestros mayores de obra, arquitectos, ingenieros agrónomos (entre otros); los estudios de factibilidad de las obras, del terreno, su nivelación y tratamiento, permitieron que en un tiempo récord se completaran las obras que exigía AFA para la habilitación del estadio.

### El debut en AFA
El 4 de marzo de 1978, Defensa y Justicia debuta en el Torneo de Primera D, derrotando 2-1 a Cañuelas con goles de Héctor Cardozo y de Jorge Giache. Defensa era dirigido tácticamente por Jorge García, y el equipo estaba formado por: Ramón Correa; Benito López, Roberto Lucarini, Raúl Bustos y Alberto Cortez; Horacio Roselli, Jorge Giache y César Echeverry; Luis Briega, Héctor Cardozo y Oscar Bruno. Luego ingresaron José Alonso, Eduardo Devincenzi y Vicente Prieto.

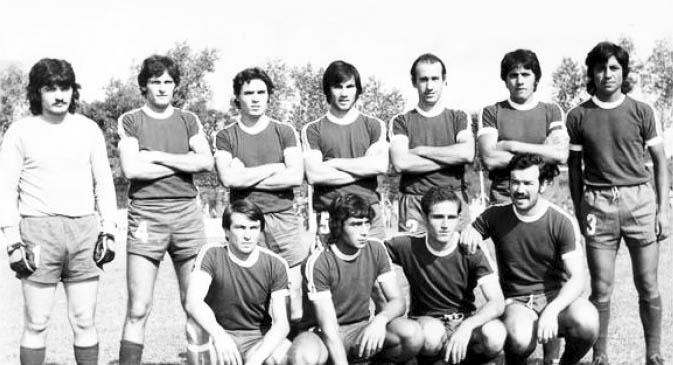
Un equipo de Defensa en el torneo de Primera D de 1978.

La aparición del fútbol significó una suerte de nuevo comienzo para la institución. Rápidamente captó la atención de los varelenses, que concurrían en masa a ver los encuentros de Defensa y Justicia. El apoyo popular hizo que el club rápidamente fuera escalando categorías, ascendiendo a Primera C (1982) y a Primera B (1985).

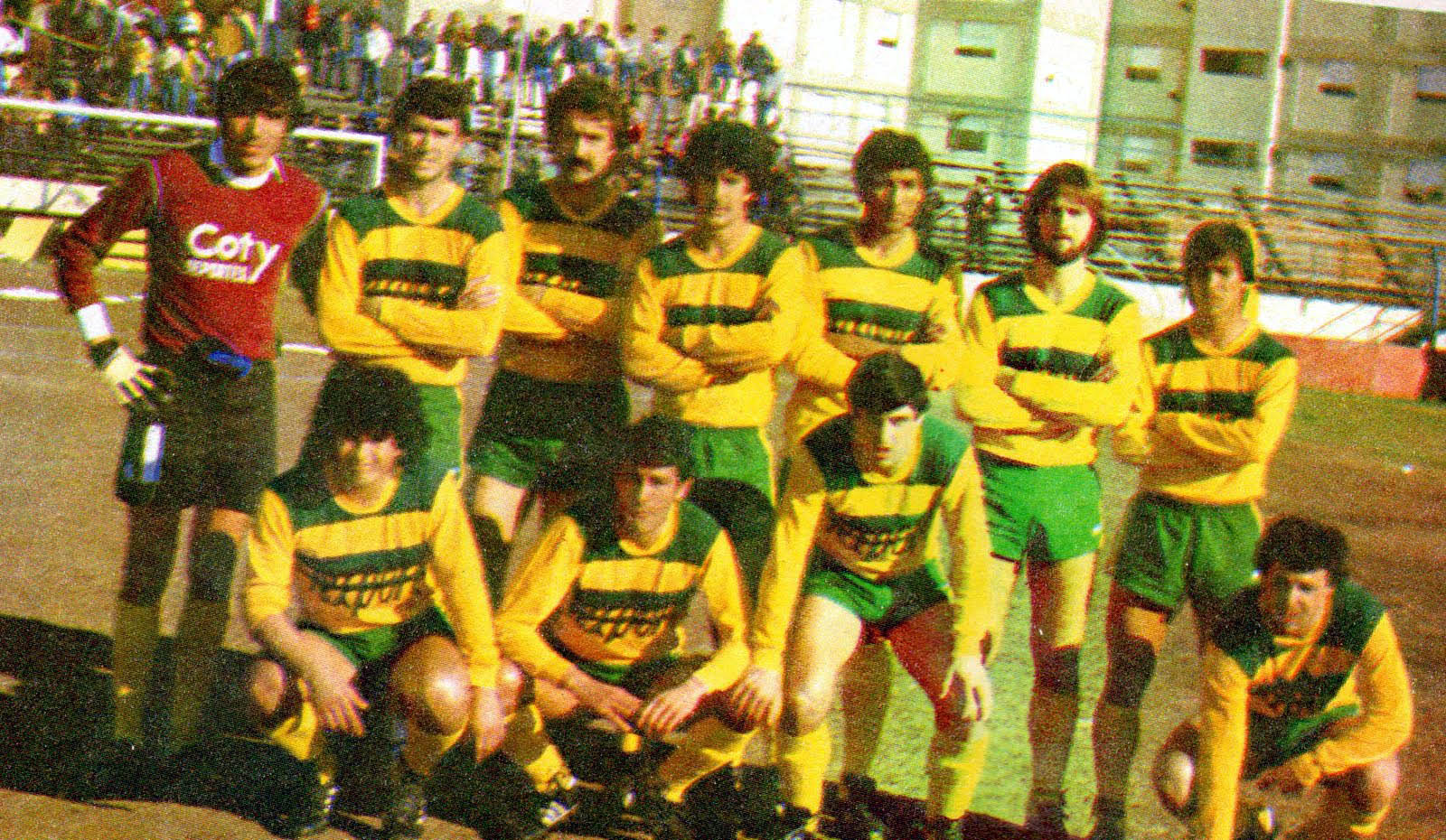
Una formación de Defensa en 1985, año en que se coronó campeón de Primera C.

### Ascenso a Primera B
La primera época dorada del club llegó cuando jugó en la Primera D hasta 1982 y a partir de noviembre de 1985, El Halcón ascendió a la B, con claras chances de llegar a la A. Casi con el mismo plantel, entre noviembre de 1985 y junio de 1986 ascendió dos categorías en tiempo récord y por primera vez disputó el Octogonal para acceder a la máxima categoría. 
Entre el día de la vuelta olímpica para llegar a la Primera B, concretada el 23 de noviembre de 1985, tras derrotar a Barracas Central como visitante por 7-0 (Moles 3, Milozzi 3 y Pérez), hasta el 2-2 frente a Banfield, en la cancha de Independiente, por el Octogonal para subir a Primera, pasaron menos de siete meses. Eran días en los que Horacio Milozzi jugaba de zaguero central, Fernando Donaires (exfigura del Deportivo Español de 1984), hacía goles de tiro libre desde más de 50 metros, Juan Carlos Moles se transformaba en el máximo goleador histórico, y en los que Oscar Bartelemi le rendía homenaje a una función en retirada, la del wing. Con ellos como figuras del recorrido, Defensa fue una sucesión de asombros.
El 1 de junio de 1986 Defensa lograba el ascenso al recientemente creado Nacional B, luego de igualar 1-1 contra Atlanta en Villa Crespo. El gol de Defensa lo convirtió Fernando Donaires de tiro libre. Era el segundo ascenso en seis meses logrado por el club. Con seis victorias, nueve empates y tres derrotas, terminó tercero en la zona A del Apertura de ese año. Le alcanzó para llegar delante de grandes de la categoría y con antecedentes importantes en la A, como Lanús, Atlanta, Colón y Quilmes.
En la semana siguiente a ese empate, el equipo de nombre curioso y pasado breve estaba en escenarios de Primera imaginándose en Primera. Sin embargo, la serie disputada ante Banfield (candidato a regresar a Primera), lo dejó en el camino con un resultado global de 4-2 (2-0 y 2-2) en los cuartos de final. En esos tiempos Defensa y Justicia se había convertido en un fenómeno también de convocatoria: con los micros amarillos y verdes de la línea 148 llenaba tribunas; las crónicas de esos días cuentan que el Halcón llevaba casi más de cincuenta micros por partido para acompañar al equipo.

### Descenso a la tercera categoría
Tras siete años de permanencia consecutiva en el Nacional B, con no pocas dificultades, se vivió el que sin dudas fue uno de los momentos más tristes y dolorosos de la historia del club. En el Campeonato Nacional B 1992-93 Defensa y Justicia finalizó entre los tres peores promedios junto a Villa Dálmine y Racing de Córdoba, desencadenando su descenso a Primera B.

### Retorno a la segunda categoría
Tras cuatro temporadas siendo animador de la B, en el año 1997 llegaría el regreso al Nacional. El nuevo Estadio Centenario del Quilmes Atlético Club hizo de escenario neutral para disputar las finales de la tercera categoría, entre los ganadores de los torneos Apertura y Clausura 1996/97. Tras vencer por 2 a 1 a Tristán Suárez en la segunda final, Defensa se consagró campeón, logrando así el ansiado ascenso, y siendo el primer equipo en dar la vuelta olímpica en dicho estadio recién inaugurado.

### Los años en el Nacional
Temporada 1998-1999. Con Julio Ricardo Villa como DT tras un campeonato regular no muy bueno, el Halcón en los partidos mano a mano logra pasar de rondas eliminando a Arsenal (uno de los candidatos), en la lucha por ascender a primera y llegando a disputar con Chacarita las semifinales del torneo. Empató el primer partido jugado en Banfield y perdió en San Martín redondeando una gran campaña.
Temporada 1999-2000. Con el debut de Jorge Burruchaga como técnico, otro campeón del mundo, fue conformando un equipo vistoso que jugaba muy bien aunque finalmente no pudo clasificarse al reducido por los ascensos. Sin dudas el mejor partido fue el 3-2 a Quilmes en la cancha de Racing, partido que bajó al Cervecero de la punta faltando muy poco para terminar el torneo.
Temporada 2005-2006. Fue el año en que más cerca estuvo el Halcón de volver a la tercera división. El 13 de mayo, el rival San Martín (SJ) ganaba 1-0 y conservaba las chances de ser campeón, pero en tiempo de descuento tras un tiro de esquina, Hernando peina la pelota y Jesús Nievas en la línea pone el empate agónico que salva del desempate y condena a El Porvenir a jugar en la B Metropolitana. A pesar de eso, debía disputar la Promoción para evitar la pérdida de la categoría 
El 3 de junio de 2006 se juega el partido más dramático en la historia de Defensa y Justicia, después de haber empatado 1-1 en la ida con Morón, perdía 3-1 en un repleto Estadio Tomaghello. En tiempo de descuento anota Ramírez el 2-3 y apenas un par de minutos después en una patriada de Ezequiel Miralles con un gol de tiro libre llegaba el 3-3 para mantener la categoría. Desde ese día, se celebra el Día del Hincha de Defensa y Justicia.
Temporada 2006-2007. Luego de un pobre Apertura, asume Ricardo Rezza que recién en el 2007 logra un juego colectivo de alto nivel futbolístico. Son recordados los partidos en La Plata cuando da vuelta el resultado frente a Chacarita que llegaba puntero, con dos jugadores menos en la cancha lesionados, conquistando así la punta del torneo. Con tres triunfos seguidos, Defensa llega con chances de ser campeón a la última fecha. Venció categóricamente a Unión y escuchó el final de Olimpo que le ganó a Rafaela y se coronó bicampeón por diferencia de gol. A tan sólo un año del partido con Morón, consiguió la mejor campaña de la historia de Defensa y Justicia.
Temporada 2007-2008. Tras un campeonato irregular con Rezza, asume Kuzemka como DT. Con él Defensa recupera la efectividad como local, y además lo más destacado fue la primera victoria ante Quilmes en el Centenario con el recordado gol de Mariano Sabadía.
Temporada 2009-2010. Defensa rompe el mercado con las contrataciones de, entre otros, Lucas Valdemarín, Juan Martín, Patricio Pérez y Pablo Frontini. Pero el DT, Jorge Almirón, no dio buenos resultados con el equipo y terminó siendo reemplazado por Carlos Ramacciotti. 
Para el 15 de mayo de 2010 Defensa llegaba acosado por el promedio del descenso hasta la última fecha, en la cual todavía tenía posibilidades de jugar la promoción por el descenso. Dependía de que el Deportivo Merlo no ganara, si el equipo de Parque San Martín triunfaba, lo mandaba a la promoción al Halcón, o a un desempate con Independiente Rivadavia si Defensa ganaba y la Lepra perdía. También podía ocurrir que Merlo empatara, en ese caso podría llegar a haber desempate con el Defe si este perdía. Es decir, necesitaba que Merlo empatara o perdiera y sacar al menos una unidad. Defensa enfrentaba a Unión de Santa Fe en Florencio Varela y el Deportivo a Gimnasia de Jujuy en Parque San Martín. El partido había comenzado complicado, pero la noticia del gol de Gimnasia de Jujuy provocaba la primera explosión de la gente. Merlo no podría revertir el resultado y Defensa redondeó una victoria 2-0 ante Unión y pudo salir de la promoción.
Temporada 2010-2011. Defensa no realizó grandes incorporaciones como en el campeonato anterior. Y lo sufrió, porque para lograr su primera victoria tuvo que esperar hasta la quinta fecha, 3-1 frente a Chacarita. Sin embargo en la sexta fecha caería nuevamente, lo que desencadenó la renuncia de Carlos Ramacciotti. Llegaría, luego de un interinato de una fecha de Juan Acuña, el ex Boca Juniors Jorge Bermúdez. Sin embargo este fracasaría rotundamente ya que en ocho fechas no lograría ningún triunfo, yéndose al séptimo partido al frente del equipo, tras empatar 1-1 contra Patronato en Florencio Varela, y perdiendo el cargo el 18 de noviembre de 2011, cuando caería derrotado 2-0 frente a Almirante Brown en Isidro Casanova. Luego tomó el cargo el ex Quilmes José María "Pancho" Martínez, que lo hizo volver a la victoria, pero luego de un proceso irregular fue despedido el 5 de marzo de 2011, cuando el equipo fue derrotado 2-0 ante Deportivo Merlo en Florencio Varela. Y finalmente quién llevaría las riendas hasta el final sería Ricardo Troncoso, que redondearía una campaña de 43 unidades.
Debido a las malas decisiones tomadas durante el torneo, el 19 de junio del 2011 el club llegó de nuevo a zona de promoción por el descenso a la última fecha debido a las malas decisiones tomadas durante el torneo. Necesitaba de una derrota de San Martín de Tucumán y una victoria para salir de zona de promoción. Mientras que el Deportivo Merlo también necesitaría una derrota y ganar pero para ir a un desempate. Hasta había posibilidad de triple empate si los tucumanos empataban y se daban los resultados mencionados recién. Defensa recibió a Rosario Central en Varela, San Martín visitaba a Almirante Brown en Isidro Casanova y Deportivo Merlo se iba a Rosario a enfrentar al descendido Tiro Federal. Con un gran marco en el Matadero, comenzaba un durísimo partido al que el Halcón no podía destrabar. Al término del primer tiempo, Merlo ganaba 1-0 en Rosario y los otros dos partidos iban 0-0. El segundo se presentaba igual de complicado y a los 34 minutos del segundo llegaba el gol de Rosario Central que condenaba al Halcón a la promoción. Al mismo tiempo empataba Tiro Federal al Deportivo Merlo. Dos minutos más tarde Defensa empataba de penal en pies de Emiliano Romero. Hasta que a los 44 minutos del segundo tiempo llegaba el gol de Almirante Brown para que los de Casanova ganaran 1-0. Ya sobre tiempo adicional, otra vez Emiliano Romero tomaría un rebote de afuera del área para poner el 2-1, para así salir nuevamente de la promoción.
Temporada 2011-2012. En esta temporada el club obtuvo el 10.° lugar con 54 puntos bajo el mando de Ricardo Rodríguez. Empató en los dos vibrantes partidos que enfrentó al campeón River Plate, estando muy cerca de ganar ambos, el primero, como visitante en cancha de San Lorenzo terminó 2-2, y el segundo, como local en el Estadio Ciudad de La Plata terminó 3-3. Además tuvo al goleador del torneo, el uruguayo Píriz Alvez.
Temporada 2012-2013. Ese año el equipo terminó en el 6.° lugar, ilusionando a los hinchas.

### El ascenso a primera
Finalmente, en la temporada 2013/2014, con una brillante campaña del equipo de Diego Cocca, el equipo terminó en el 2.° lugar con 75 puntos, a 3 del campeón Banfield. Una de las figuras del equipo que realizó esta brillante campaña fue el goleador del torneo, Juan Martín Lucero, que convirtió 24 goles.
Plantel de la temporada 2013-2014. Fernando Pellegrino, Emir Faccioli, Juan Tejera, Emanuel Aguilera, Marcelo Benítez, Walter Busse, Nelson Acevedo, Washington Camacho, Gonzalo Bustamante, Juan Martín Lucero, Claudio Guerra, Gabriel Arias, Cristian Báez, Federico Maya, Sergio Velázquez, Diego Yacob, Axel Juárez, Diego Martínez, Brian Fernández, Enrique Triverio.
| Alineación 4-3-1-2: Arquero: - Fernando Pellegrino Defensores: - Emir Faccioli - Juan Tejera - Emanuel Aguilera - Marcelo Benítez Mediocampistas: - Walter Busse - Nelson Acevedo - Washington Camacho - Gonzalo Bustamante Delanteros: - Juan Martín Lucero - Claudio Guerra Entrenador: - Diego Cocca |  | Pellegrino Faccioli Tejera Aguilera Benítez Busse Acevedo Camacho Bustamante Lucero Guerra |
| Pellegrino Faccioli Tejera Aguilera Benítez Busse Acevedo Camacho Bustamante Lucero Guerra |  |                                                                                            |

### Defensa de Primera: la consolidación desde 2014
Estreno en Primera: Campeonato de Primera División 2014. El tantas veces soñado debut para Defensa en la máxima categoría llegó el 9 de agosto de 2014, cuando enfrentó a Racing Club en el Norberto Tomaghello con derrota por 3 tantos contra 1 (Brian Fernández convirtió el tanto que significó el primer gol en Primera División para los de Varela). El 16 de agosto de 2014, Defensa le ganaría 3 a 2 a Banfield y disfrutaría de su primer triunfo en la categoría. En la siguiente fecha, con una gran expectativa de por medio, recibiría de local a Quilmes y el encuentro finalizaría empatado 1 a 1. A lo largo del torneo, a pesar de mostrar buen juego, no lograría cosechar muchos puntos. Debido a esto, el elenco de Varela enfocaría toda su atención en la Copa Argentina 2013-2014, logrando eliminar a San Lorenzo, en ese momento campeón de la Copa Libertadores, en Avellaneda (Estadio Presidente Perón), obteniendo de esta manera llegar hasta cuartos de final de dicha copa. En esa fase, a Defensa y Justicia le tocaba enfrentar a Atlético de Rafaela en la ciudad de Junín; este encuentro se disputó el 22 de octubre y finalizó 1 a 0 a favor del equipo rafaelino. Sin embargo, el partido contó con la presencia de una gran cantidad de sus hinchas, quienes en su mayoría llegaron con el comienzo del segundo tiempo. Volviendo al torneo de transición, Defensa y Justicia cerró el campeonato local 2014 en los últimos puestos con 20 unidades.
Campeonato de Primera División 2015. Previo a comenzar la temporada regular, se decidió que este campeonato sería largo y contaría con 30 equipos. Diez equipos nuevos subieron a primera división y Defensa y Justicia debía enfrentarlos en un sistema de disputa de todos contra todos. En la primera fecha, Defensa y Justicia empezaría el torneo con el pie derecho con un triunfo de visitante en La Plata (vs. Gimnasia). El 23 de febrero de 2015, en su primer de partido de local en el campeonato, estrenó una nueva platea con capacidad para 1000 personas. Hasta la fecha 9, Defensa y Justicia sólo lograría cosechar 10 puntos. En la fecha siguiente, Defensa y Justicia perdió 1 a 0 de local frente a Temperley, decretando el fin del ciclo de Darío Franco como técnico del elenco varelense. A fines de abril, se anunció que José "Turu" Flores, sería el nuevo técnico y con la particularidad de contar con Rodolfo de Paoli como ayudante. Este cuerpo técnico estaría al frente del primer equipo solo por cinco fechas; cuatro derrotas y un empate decretarían el fin de otra etapa. Con un receso de por medio, Defensa y Justicia tuvo tiempo para elegir a su próximo técnico. El designado fue Ariel Holan, quien fue confirmado como técnico del primer equipo en junio de 2015. Hasta ese momento, el entrenador nacido en Lomas de Zamora, nunca había estado en el mando principal de un plantel profesional en primera división; sólo contaba con la experiencia de haber sido colaborador de Jorge Burruchaga durante su paso en Arsenal de Sarandí. También fue ayudante de campo en otros equipos como Independiente, Estudiantes y Banfield, y además, formó parte del cuerpo técnico de Matías Almeyda en River Plate, durante su paso por el Nacional B y el Campeonato de Primera División 2012/2013. Con el receso terminado, Defensa y Justicia volvería a competir y empezaría el nuevo ciclo con un empate en el Tomas Adolfo Ducó vs Huracán, pero con una metodología de juego y mentalidad diferentes. En la siguiente fecha, el Halcón lograría el primer triunfo de la nueva era frente a Nueva Chicago de local. Luego en la fecha número 26 pierde de local ante Quilmes por 0 a 1, dándose la rotura de una de las redes del arco del Estadio Norberto Tomaghello por el gol de Bieler para el cervecero.
Campeonato de Primera División 2016. En 2016 hizo historia al eliminar a Independiente de la Copa Argentina 2015/16 con un gol de Andrés Ríos, y obtener el 4.º puesto de la Zona B en el torneo de Primera División 2016, que lo clasificó a su primer torneo internacional, la Copa Sudamericana 2017.
Superliga 2018/19. Manteniendo algunos jugadores del torneo anterior, comenzaba en agosto de 2018 un nuevo torneo de Superliga. Luego del Mundial de Rusia 2018, se logró la vuelta de Sebastián Beccacece al primer equipo. En la primera fecha del torneo vs Lanús, Defensa y Justicia daría muestras de como sería su desempeño en el torneo, un equipo que no le tendría miedo a ningún rival; luego de comenzar dos tantos abajo en el marcador, (y con el aliento de su hinchada en el Estadio Ciudad de Lanús), empataría el partido sobre el final con dos goles de Nicólas Fernández. En la siguiente fecha, ocurriría casi lo mismo, luego de comenzar abajo en el marcador, empataría el partido con un tanto de Alexander Barboza. Logrando importantes triunfos de visitantes contra Independiente, Rosario Central y Godoy Cruz, Defensa y Justicia se fue acomodando de a poco en el campeonato. Luego de una interrupción en el torneo (fecha N.º8 vs River Plate), Defensa enfrentaría a Talleres de Córdoba (club dirigido, en ese momento, por Juan Pablo Vojvoda, quien había abandonado de forma inesperada el club de Varela hacía pocos meses); con visitantes del club de Córdoba en Florencio Varela, Defensa venció 2 a 0 al equipo cordobés. De a poco, el grupo fue demostrando que estaba para cosas importantes. Otro triunfo importante se daría contra San Martín (en San Juan), sobre la hora con gol de Marcelo Larrondo. Después de cosechar otros puntos a través de dos triunfos (contra Vélez y Tigre) y dos empates (versus Newell´s y Huracán), se enfrentaría  en la última fecha con Colon (SF). El partido se definiría en el primer tiempo: a los tres minutos, Ciro Rius tomó un rebote y de volea, colocó el 1 a 0 para los halcones, luego, haría circular la pelota hasta la llegada del segundo gol, que se concretaría a los 30 minutos a través de Ignacio Aliseda. En el segundo tiempo, se remataría el partido a través de un remate cruzado de Gastón Togni. De esta forma, Defensa y Justicia cerró un gran semestre, invicto (no perdió en la Superliga 18/19) y escoltando en el campeonato a Racing Club.
En la reanudación del torneo tras el receso de verano, el Halcón de Varela continuó su buen andar en la Superliga ganándole a River 1-0 en el Monumental de Nuñez, y sobre la hora a equipos como San Lorenzo de Almagro (1-0), el Club Atlético Banfield (3-2 con 3 goles de "Uvita" Fernández), Argentinos Juniors (2-1 dando vuelta el resultado a 5 segundos del final) y a Aldosivi (0-1 con gol de Matías Rojas), que lograron posicionarlo como líder compartido con Racing por 2 semanas seguidas. Sin embargo el desgaste de la Copa Sudamericana, sumada a las derrotas con Boca Juniors (donde perdió el invicto de la Superliga) y Patronato de Paraná (0-2) fueron factores fundamentales para que el sueño de conseguir el campeonato se esfumara. En la fecha 24, empataría sobre la hora con Unión de Santa Fe, con gol del paraguayo Rojas, pero no le sería suficiente ya que Racing había empatado en Victoria frente a Tigre y sacó así 4 puntos de diferencia sobre los 3 que quedaban en juego. Pero por otra parte, para completar el mejor año de su historia empató 1-1 con el campeón, Racing Club, obteniendo así el subcampeonato y clasificando a la Copa Libertadores de América por primera vez en su historia.

### Copas internacionales
Copa Sudamericana 2017. El Halcón de Varela tuvo un debut soñado dejando afuera en la primera fase al Sao Paulo de Brasil en el Morumbi, con jugadores de la talla de Lucas Pratto en sus filas. El partido finalizó 1 a 1 (mismo global) pero Defensa consiguió la clasificación gracias al gol de visitante convertido por Gonzalo Castellani. Disputó la segunda fase desde junio ante el Chapecoense de Brasil pero se despidió de la competencia internacional tras perder desde los puntos de penal en el cotejo de vuelta, luego de que en los 90 minutos se viera derrotado por 0-1 (en la ida, de condición de local, había superado 1-0 al conjunto de Chapecó).
Copa Sudamericana 2018. En su segunda participación en Copa Sudamericana, luego de perder injustamente en Florencio Varela 0-1 ante el América de Cali, el equipo conducido por Juan Pablo Vojvoda logró dar vuelta la serie con una contundente goleada por 3 a 0 en Cali. En la siguiente fase y ya con Sebastián Beccacece como entrenador, se enfrentó a El Nacional de Ecuador, venciéndolo cómodamente por 2-0 en el partido de ida disputado en el Norberto Tomaghello. Luego, de visitante y con la altura como otro rival, Defensa cayó 0-1 pero igualmente consiguió la clasificación gracias al resultado obtenido en Argentina. En octavos de final, le tocó enfrentarse con Banfield (equipo con el que se conocía muy bien): el primer encuentro, se disputó en Florencio Varela (con público de ambos equipos) y finalizó 0 a 0. En la vuelta, Defensa y Justicia logró imponerse por dos tantos contra cero con goles de Alexander Barboza e Ignacio Aliseda (quien debutó el mismo día). Por los cuartos de final de la sudamericana enfrentó a Júnior de Barranquilla el partido de ida jugado en Colombia el Halcón había sufrido demasiado pero lo iba llevando al empate hasta que a 20 minutos de final un fallo de cálculo de Molina (calculó mal y falló en el cabezazo) permitió a Luis Díaz anotar el primer gol, y ya en tiempo de descuento un discutible penal de Cerro sobre Piedrahíta permitió a Pérez poner el 2 a 0 definitivo. En la revancha disputada en el Libertadores de América (debido a que su estadio no disponía de la capacidad requerida para jugar en esta instancia) el Halcón se puso rápidamente 2 a 0 con goles de Miranda y Fernández. La polémica llegó sobre el final del primer tiempo cuando Uvita Fernández anotó el 3 a 0 que le daba a Defensa el acceso a las semifinales pero el árbitro a instancias del VAR lo anuló (un empujón de Blanco a Cantillo en mitad de cancha). En el complemento el Halcón logró el 3 a 0 con otro gol de Uvita que esta vez el VAR si lo convalidó. Sin embargo, el equipo sufrió el desgaste de remontar un 2 a 0  y Luis Díaz aprovechó con un remate desde fuera del área del arquero que dio en el palo y entró poniendo el gol de visitante que terminaría clasificando al equipo cafetero. Bordagaray tuvo la chance de meter a los de Florencio Varela en semifinales pero su remate dio en el travesaño.
Copa Libertadores 2020. El 11 de marzo de 2019 Defensa y Justicia clasifica por primera vez en su historia al máximo certamen a nivel de clubes de la Conmebol, al derrotar a Banfield por 3 a 2 en condición de local. El 17 de diciembre de 2019 Defensa conoció los que posteriormente serían sus rivales: Santos (Brasil), Olimpia (Paraguay) y Delfín (Ecuador).
El 3 de marzo de 2020, ya bajo la dirección técnica de Hernán Crespo, se produjo el debut histórico para el Halcón de Varela en la copa más importante del continente. Ante un estadio a reventar (en los días anteriores se habían puesto a la venta las localidades a un precio bajo que se agotaron ese mismo día), Defensa y Justicia arrancó ganando el encuentro tras un cabezazo de Juan Gabriel Rodríguez después de un tiro de esquina. Luego de dos contraataques y algunos errores defensivos, Defensa perdió inesperadamente este partido.
En la segunda fecha, Defensa y Justicia debía visitar a Olimpia en Paraguay. Cuando los hinchas viajaban a este país para ver a su equipo, en el camino se enteraron de que el partido sería a puertas cerradas debido al avance de la Pandemia del Covid 19. Ese partido Defensa perdería 2 a 1.
Tras el gran parón que sufrió el fútbol latinoamericano debido a la Pandemia, sería el 17 de septiembre cuando se jugaría la tercera fecha ante Delfín. El Halcón ganaría 3 a 0 de local, consiguiendo así, su primer triunfo en la historia de la Copa Libertadores.
En la cuarta fecha recibió a Olimpia en Florencio Varela. Tras un partido muy difícil se terminaría llevando los 3 puntos con una victoria por 2 a 1.
En la quinta fecha visitaría a Delfín en Ecuador. Contra todo pronóstico, Defensa saldría goleado de Ecuador por 3 a 0 y se jugaría su última carta en Brasil ante el puntero del grupo, Santos.
En la última fecha, Defensa debía ganar sí o sí contra el puntero Santos, pero perdió 2 a 1 en el tiempo de descuento, y terminó tercero en su grupo, yéndose a la Copa Sudamericana.
Copa Sudamericana 2020. Comenzó su curso en la Copa Sudamericana 2020 en los 16.os de final derrotando por un global de 3-2 al Sportivo Luqueño paraguayo. En octavos de final, y pese a haber merecido el triunfo, iguala 1-1 de local el partido de ida frente a Vasco da Gama. En la vuelta, con gol de Gabriel Hachen clasificó a los cuartos de final. En esta ronda jugó con otro club brasilero, el Bahía. En Brasil Defensa sacó un triunfazo por 3 a 2, con un doblete de su goleador Braian Romero. En la vuelta ganó 1-0 con gol del mismo delantero para cerrar así la llave con un global de 4-2 y clasificar a las semifinales de la Sudamericana por primera vez. En dicha instancia se topó con el Coquimbo Unido chileno. En la ida Defensa fue superior, sin embargo, no logró romper el empate a cero (0-0). En la vuelta, en condición de local, se fue al entretiempo goleando 4-1 con un gran triplete (3 goles) de Braian Romero. Finalmente el partido terminaría 4-2 a su favor, clasificándose así, por primera vez en su historia, a una final de carácter internacional, en la cual enfrentó a Lanús. En el partido final, disputado en el Estadio Mario Kempes de Córdoba, se fue al entretiempo ganando por 1-0, y luego cerrando su victoria con un contundente 3-0 con goles de Adonis Frías, Braian Romero y Washington Camacho, lo que le permitió coronarse campeón de la Copa Sudamericana 2020, consiguiendo así, el primer título oficial e internacional en su historia.
Recopa Sudamericana 2021. Después de haber ganado la Copa Sudamericana, obtuvo el pase a la Recopa Sudamericana, siendo ahora dirigido por Sebastián Becaccece tras la renuncia de  Crespo. En la final se midió contra el Palmeiras, flamante campeón de la Copa Libertadores 2020. En el partido de ida, disputado en el Estadio Norberto Tomaghello, Palmeiras se adelantó con una corrida de Rony. Más tarde, a los 15' del segundo tiempo, Braian Romero logró el empate. Finalmente el Verdão se llevó la ida con un gol de falta de Gustavo Scarpa. El Defe pudo haber puesto el 2-2, pero el tanto de Walter Bou fue anulado por offside. El 14 de abril de 2021 se disputó la vuelta en la ciudad de Brasilia, donde el título se alejaba todavía más con un penal convertido por Raphael Veiga, pero rápidamente el equipo de Varela reaccionó y Braian Romero, otra vez, puso el 1-1 en el 30'. El resto del partido fue disputado por ambos equipos y cuando parecía que la Recopa iba a ser solo un sueño del equipo, un disparo lejano de Marcelo Benítez en el 90' + 3, puso el juego 2-1, empatando la serie. El encuentro se fue casi directamente hacia la prórroga donde otra vez el equipo brasileño tuvo la gran oportunidad de ser campeón, por una pena máxima marcada por el VAR que había sido cometida por Ezequiel Unsain, el arquero argentino. En las protestas del Defe, acabó expulsado Braian Romero. Finalmente Ezequiel Unsain se reivindicó y contuvo el penal de Gustavo Gómez. Sin más oportunidades, llegó el momento de los penales, donde Defensa y Justicia se mostró mucho más efectivo, y con el fallo de Weverton, arquero del Verde, acabó obteniendo la Recopa Sudamericana 2021, al imponerse 4 a 3 en la definición. Así se consagraría campeón del torneo en una de las definiciones más emocionantes de la competición, obteniendo su segundo tìtulo internacional y también segundo en toda su historia.

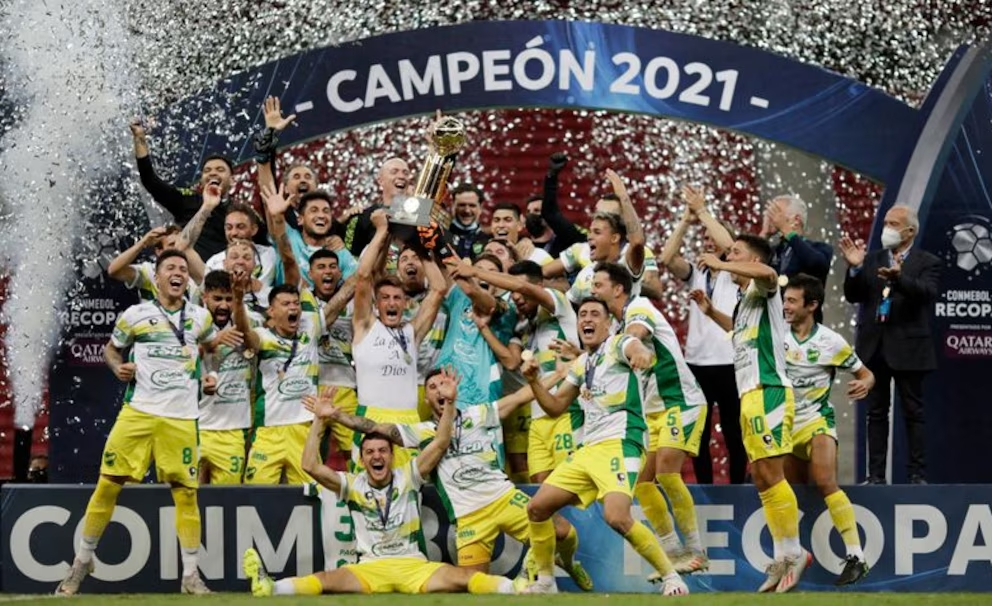
Jugadores festejando la obtención de la Recopa 2021.

### Desde 2021 hasta la actualidad
Defensa no logró ganar más torneos desde 2021, lo cual no significa que no haya sido protagonista de los mismos. En 2021 logró avanzar a los octavos de final de la Copa Libertadores por primera vez en su historia, así como también logró el subcampeonato de la Liga Profesional 2021.
En 2022, lograría finalizar entre los 4 primeros de su zona logrando clasificarse a los cuartos de final de la Copa de la Liga Profesional donde caería frente a Boca Juniors.
En el año 2023, llegó a semifinales de la Copa Sudamericana, siendo eliminado por la LDU Quito, quien posteriormente saldría campeón, y fue finalista de la Copa Argentina 2023, cayendo por la mínima diferencia frente a Estudiantes LP.También logro la clasificación a la Sudamericana 2024.

## Instalaciones

### Predio Bosques
En abril del 2005, Defensa y Justicia vendió su vieja sede de la Avenida San Martín, y con el dinero que había ingresado por esta venta adquirió un predio de 12,5 hectáreas sobre la ruta Prov. N° 36. Este predio alberga un complejo deportivo de alto rendimiento. El complejo no solo es usado por Defensa y Justicia, sino que también es utilizado para entrenar y realizar pretemporadas por clubes argentinos y del exterior como Independiente, Racing, Godoy Cruz, Libertad (Paraguay), Racing (Uruguay), Deportes Concepción (Chile), Kansas City Wizards (Estados Unidos), y seleccionados como los Sub-17 de Paraguay, Panamá y Guatemala, entre otros combinados que han utilizado el «Complejo de Bosques».

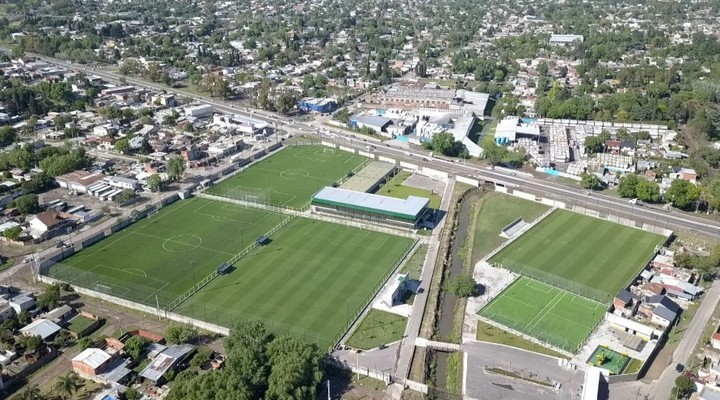
Vista aérea del Complejo de Bosques en 2024.

El Complejo está dividido en 2 partes por un arroyo:
El margen izquierdo del arroyo, el sector «Recreativo», está compuesto por:
- Una pileta un quincho para 100 personas.
- Una cancha de fútbol 5.
- Una cancha de pádel.
- Una casa que actualmente se encuentra deshabitada.

El margen derecho es el denominado de «Alto Rendimiento». Cuenta con:
- Tres canchas de fútbol, de las cuales dos se encuentran alambradas y son de medidas reglamentarias de AFA. La tercera cancha es utilizada los días de lluvia, para no dañar las canchas oficiales, 2 canchas de fútbol 7, 9 canchas de fútbol 5, Iluminación para actividades nocturnas, Césped natural.
- Una cancha de hockey.
- Dos vestuarios. Los dos vestuarios se encuentran equipados con todas las comodidades, cada uno con utilería independiente y sala médica.
- Gimnasio completo, con equipos de avanzada, que incluye un jacuzzi y un sauna.
- Complejo hotelero que cuenta con 52 habitaciones, las cuales pueden acondicionarse como cuartos dobles o triples, con una capacidad de 130 huéspedes. Todas las habitaciones poseen Televisión por cable, sistema de calefacción y aire acondicionado, teléfono con discado directo y baño privado. Restaurante para 150 personas, con una cocina acondicionada para poder alimentar 2 planteles completos al mismo tiempo. Posee una sala de juegos con un plasma donde se puede ver televisión o jugar a la PlayStation, un salón de conferencias. En el mismo se han realizado congresos, exposiciones, muestras pictóricas, etc.

### Estadio
El estadio se encuentra ubicado en Gobernador Costa, partido de Florencio Varela. Fue inaugurado el 26 de febrero de 1978 y a lo largo de los años ha recibido distintas mejoras. Hoy en día tiene una capacidad para 18.700 personas, y es un estadio íntegramente construido en cemento. El mismo cuenta con dos tribunas populares, una en cada cabecera. En uno de sus laterales se ubican los vestuarios (local, visitante, árbitros), salas médicas, boleterías, utilería, etc. Además, este sector cuenta con una nueva platea inaugurada el 23 de febrero de 2015 en un partido ante San Lorenzo por el campeonato local. En el otro posee otra platea, así como un sector destinado a cabinas de prensa. En el 2008 se desmanteló la vieja platea de madera y se construyó una nueva platea de cemento con butacas individuales, de muy buena estética.

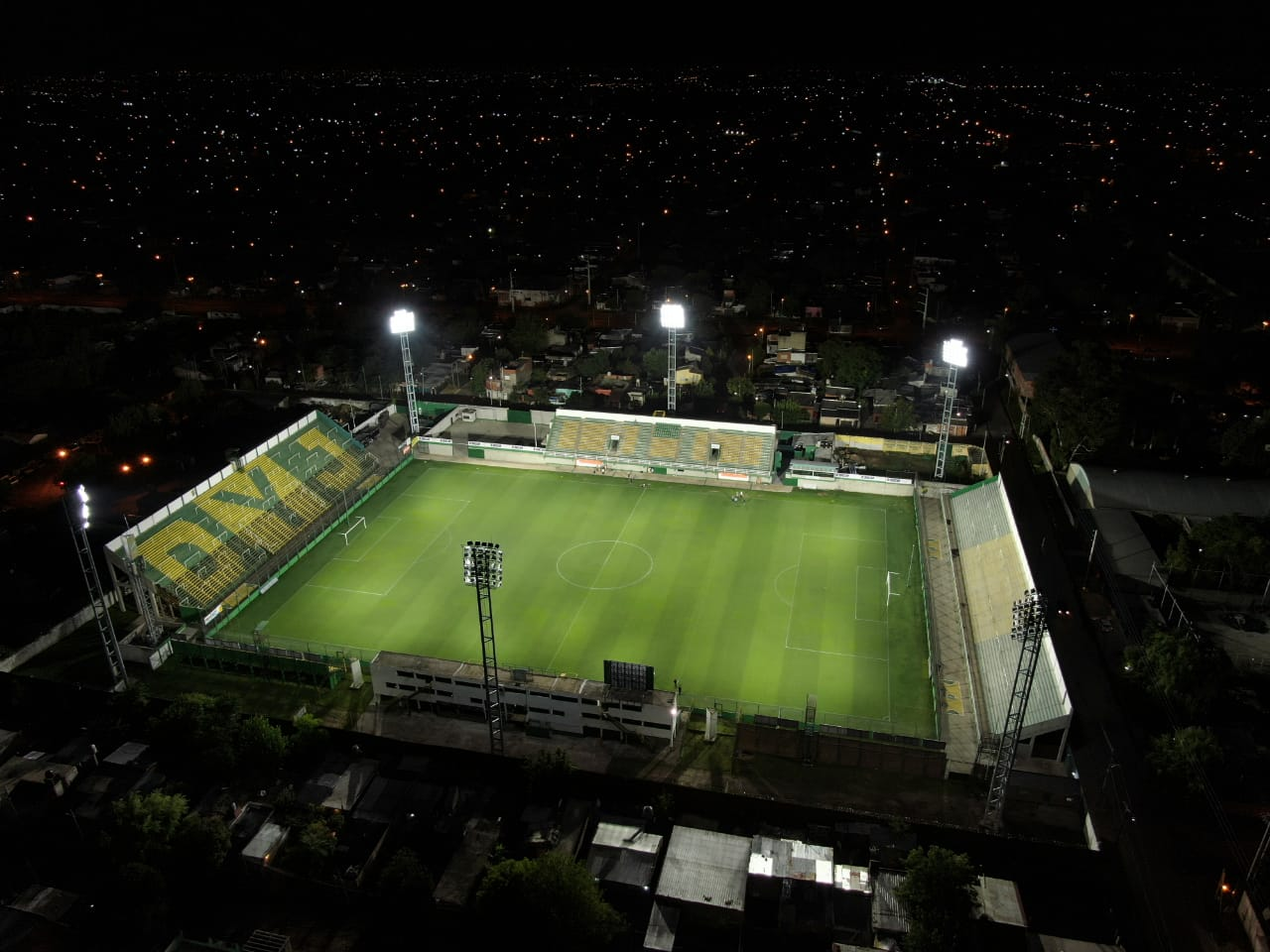
Vista nocturna del Estadio Norberto "Tito" Tomaghello

El sector de prensa es de dos pisos, cuenta con doce cabinas de prensa y dos palcos. En el 2011 se encaró el proyecto de agrandar el sector de palcos, como así también las cabinas de transmisión, y se inauguró el sistema lumínico del estadio, que cuenta con seis columnas de iluminación.
En el 2014, por la gran concurrencia de hinchas del Halcón, se decidió realizar la ampliación de la tribuna visitante del estadio. En el comienzo de la temporada 2015, se inauguraron las plateas nuevas del estadio con capacidad para 1000 personas aproximadamente. Ese sector cuenta con bufet y sector de merchandising del club. Por debajo se construyeron los nuevos vestuarios para los equipos local y visitante, y para árbitros, tanto masculino como femenino. En 2016, en un partido de primera división vs River Plate, la tribuna local sufrió la rotura de algunos escalones. Por esta razón, durante dos partidos del campeonato 2016/2017, se vio obligado a hacer de local en Sarandí (Estadio Julio Humberto Grondona). A medida que transcurrían las fechas, Defensa y Justicia volvió a su estadio, pero utilizando solo una tribuna popular y la platea. A principios del año 2017, Defensa y Justicia firmó un contrato con la constructora Shap S.A para la renovación integral de la tribuna general que da a la calle Humahuaca. La tribuna construida tiene 80 metros de extensión y tiene la particularidad de comenzar a los dos metros de altura.

## Hinchada
Los hinchas de Defensa son reconocidos comúnmente como Halcones.

## Uniforme
En 1982 (y hasta 1988), asume la presidencia de Defensa y Justicia Eduardo Ricardo Pérez, quien a su vez era presidente de El Halcón, compañía de Transportes (línea 148). De esta empresa, el club toma los colores verde y amarillo, dejando de lado el azul y blanco por el que se lo conocía hasta entonces. Además, de esta empresa el club tomaría el apodo por el que sería popularmente conocido en el futuro: "Los Halcones". Defensa y Justicia fue el primer equipo del fútbol argentino directamente afiliado a la A.F.A, que utilizó publicidad en su camiseta. Otro dato interesante en términos de patrocinadores, en 1986 jugaba un tiempo con la camiseta con la publicidad de "Bartel Iluminación" y el otro tiempo con la publicidad del "El Halcón".
- Uniforme oficial: Camiseta amarilla con rayas verdes, pantalones amarillos y medias amarillas.

- Uniforme alternativo: Camiseta blanca con franjas amarillas y verdes, pantalones verdes y medias blancas.

- Uniforme alternativo: Camiseta negra con mangas amarillas y verdes, pantalones negros y medias negras.

|  | 1978-1980 | 1981-Act. |

### Uniformes titulares
| 1935-77 | 1978-79 | 1980 | 1981-82 | 1983 | 1984 | 1985 | 1986-87 | 1987-88 | 1988-89 |

| 1989-90 | 1990-91 | 1991-92 | 1992-94 | 1994-95 | 1995-96 | 1996-98 | 1998-99 | 1999-2001 | 2001-02 |

| 2002-03 | 2003-05 | 2005-06 | 2006-07 | 2007 | 2008 | 2008-09 | 2009-10 | 2010-11 | 2012 |

| 2013 | 2014 | 2014-15 | 2015 | 2016-17 | 2017-18 | 2018-19 | 2019-20 | 2020 | 2021 |

| 2022 | 2023 | 2024 | 2025 |

### Uniformes suplentes
| 1978-80 | 1981-82 | 1983 | 1984 | 1985-86 | 1986-87 | 1987-88 | 1988-89 | 1989-90 | 1990-91 |

| 1991-92 | 1992-94 |  | 1994-96 | 1996-98 | 1998-99 | 1999-2001 | 2001-02 | 2002-03 | 2003-05 | 2005-06 |

| 2006-07 | 2007-08 | 2008-09 | 2009-10 | 2010-11 | 2012 | 2013 | 2014 | 2014-15 | 2015 |

| 2016-17 | 2017-18 | 2018-19 | 2019-20 | 2020 | 2021 | 2022 | 2023 | 2024 | 2025 |

### Uniformes terceros
| 1994-96 | 2008-09 | 2012 | 2013 | 2014 | 2014-15 | 2015 | 2016-17 | 2017-18 | 2018-19 |

| 2019-20 | 2020 | 2021 | 2022 | 2023 | 2024 | 2025 |

### Uniformes especiales
| 2012 (vs. River Plate) | Copa Arg. 2016 | Copa Sud. 2017 | Cáncer 2019 |

### Patrocinio
| Período       | Proveedor  | Patrocinador(es) principal(es)                    | Patrocinador(es) secundario(s)                       |
| ------------- | ---------- | ------------------------------------------------- | ---------------------------------------------------- |
| 1935 - 1978   | Ninguno    | Ninguno                                           | Ninguno                                              |
| 1978 - 1979   | Adidas     | Ninguno                                           | Ninguno                                              |
| 1980 - 1981   | Texport    | Ninguno                                           | Ninguno                                              |
| 1981 - 1982   | Texport    | El Halcón                                         | Ninguno                                              |
| 1983          | Nanque     | El Halcón                                         | Ninguno                                              |
| 1984 - 1986   | Texport    | El Halcón                                         | Ninguno                                              |
| 1987          | Texport    | Bingo La Gran Bolilla                             | Ninguno                                              |
| 1987 - 1988   | Adidas     | Bingo La Gran Bolilla                             | Ninguno                                              |
| 1988 - 1989   | Fulvence   | Gepetto                                           | Ninguno                                              |
| 1989 - 1990   | Nanque     | El Halcón                                         | Ninguno                                              |
| 1990 - 1992   | D-Tap      | Ninguno                                           | Ninguno                                              |
| 1992 - 1993   | Nanque     | Videojuegos Mebil Tronic                          | Ninguno                                              |
| 1993 - 1994   | Nanque     | Quilmes Video Cable                               | Ninguno                                              |
| 1994 - 1995   | Puma       | Ninguno                                           | Ninguno                                              |
| 1995 - 1996   | Puma       | Medicorp                                          | Ninguno                                              |
| 1996          | Penalty    | Open Sports                                       | Ninguno                                              |
| 1997          | Penalty    | Calchaquí                                         | Ninguno                                              |
| 1997 - 1998   | Penalty    | Zanet Concesionaria Fiat                          | Ninguno                                              |
| 1998 - 1999   | Lotto      | Red Florencio Varela / IDEB                       | Ninguno                                              |
| 1999 - 2000   | Olan       | Ninguno                                           | Ninguno                                              |
| 2000 - 2001   | Olan       | Pinturerías Rex                                   | Ninguno                                              |
| 2001 - 2002   | Mebal      | Bingo Florencio Varela                            | Ninguno                                              |
| 2002 - 2006   | Ultra      | Bingo Florencio Varela                            | Ninguno                                              |
| 2006 - 2009   | Nanque     | Bingo Florencio Varela                            | Ninguno                                              |
| 2009 - 2010   | Kappa      | Bingo Florencio Varela                            | Ninguno                                              |
| 2010 - 2012   | Lotto      | Bingo Florencio Varela                            | Dacomat / Roca Viviendas                             |
| 2013 - 2013   | Sport Lyon | Bingo Florencio Varela                            | Dacomat / Roca Viviendas                             |
| 2013 - 2014   | Sport Lyon | Bingo Florencio Varela / Telerecargas / Dar Salud | Dacomat / Roca Viviendas                             |
| 2014 - 2015   | Sport Lyon | Dar Salud / Rápido Tata / CartaSur                | Dacomat / Roca Viviendas                             |
| 2015          | Sport Lyon | Secco / Rápido Tata / CartaSur                    | Dacomat / Roca Viviendas                             |
| 2016          | Sport Lyon | Secco / Orbis Seguros / Rápido Tata / CartaSur    | Dacomat / Roca Viviendas                             |
| 2016 - 2017   | Sport Lyon | Esco / Orbis Seguros / Rápido Tata / Secco        | CartaSur / Tele Recargas / Dacomat / Roca Viviendas  |
| 2017 - 2019   | Sport Lyon | Esco / Orbis Seguros / Rápido Tata / Secco        | CartaSur / Pago 24 / Dacomat / Roca Viviendas        |
| 2019 - 2021   | Sport Lyon | Esco / AMCA / Rápido Tata / Secco                 | CartaSur / Pago 24 / Dacomat / Roca Viviendas        |
| 2022-2023     | Sport Lyon | Rapicuotas                                        | Flecha Bus / Roca Viviendas / Pago 24 / Castelbianco |
| 2024-presente | KDY        | Rapicuotas                                        | Flecha Bus / Roca Viviendas / Pago 24 / Castelbianco |

## Datos del club
- Temporadas en Primera División: 12 (2014-act.).
- Temporadas en Primera B Nacional: 24 (1986/87-1992/93 y 1997/98-2013/14).

- Temporadas en Primera B: 5 (1986 y 1993/94-1996/97).
- Temporadas en Primera C: 3 (1983-1985).
- Temporadas en Primera D: 5 (1978-1982).
- Resumen
  - Temporadas en primera categoría: 12
  - Temporadas en segunda categoría: 25
  - Temporadas en tercera categoría: 7
  - Temporadas en cuarta categoría: 5
- Ubicación en la tabla histórica de la Primera B Nacional: 10º
- Máximo goleador: Juan Carlos Moles, entre 1978 y 1987, con 113 goles.[5]
- Más partidos disputados: Eduardo Patricio Ramírez, entre 1983 y 1997, con 356 partidos.[5]

### Participación en Copas nacionales

#### Copa Argentina
| Torneo                 | Posición                 | PJ | PG | PE | PP | GF | GC | Dif. | Puntos |
| ---------------------- | ------------------------ | -- | -- | -- | -- | -- | -- | ---- | ------ |
| Copa Argentina 2011-12 | Treintaidosavos de final | 1  | 0  | 0  | 1  | 2  | 4  | -2   | 0      |
| Copa Argentina 2012-13 | Venticuatroavos de final | 2  | 1  | 0  | 1  | 2  | 4  | -2   | 3      |
| Copa Argentina 2013-14 | Cuartos de final         | 4  | 1  | 2  | 1  | 6  | 6  | 0    | 5      |
| Copa Argentina 2014-15 | Cuartos de final         | 4  | 2  | 1  | 1  | 6  | 3  | 3    | 7      |
| Copa Argentina 2015-16 | Octavos de final         | 3  | 2  | 0  | 1  | 4  | 2  | 2    | 6      |
| Copa Argentina 2016-17 | Octavos de Final         | 3  | 2  | 0  | 1  | 5  | 3  | 3    | 6      |
| Copa Argentina 2017-18 | Dieciseisavos de Final   | 2  | 1  | 1  | 0  | 1  | 0  | 1    | 4      |
| Copa Argentina 2018-19 | Octavos de Final         | 3  | 1  | 1  | 1  | 2  | 2  | 0    | 4      |
| Copa Argentina 2019-20 | Octavos de Final         | 3  | 2  | 1  | 0  | 3  | 0  | 3    | 7      |
| Copa Argentina 2022    | Octavos de Final         | 3  | 2  | 0  | 1  | 5  | 5  | 0    | 6      |
| Copa Argentina 2023    | Subcampeón               | 6  | 3  | 2  | 1  | 6  | 4  | 2    | 11     |
| Copa Argentina 2024    | Treintaidosavos de final | 1  | 0  | 0  | 1  | 1  | 2  | -1   | 0      |
| Total                  | Total                    | 35 | 17 | 8  | 10 | 43 | 35 | 9    | 59     |

#### Copa de la Liga
| Torneo                    | Posición             | PJ | PG | PE | PP | GF | GC | Dif. | Puntos |
| ------------------------- | -------------------- | -- | -- | -- | -- | -- | -- | ---- | ------ |
| Copa de la Superliga 2019 | Octavos de Final     | 2  | 0  | 0  | 2  | 0  | 3  | -3   | 0      |
| Copa de la Superliga 2020 | Inconclusa           | 1  | 1  | 0  | 0  | 2  | 1  | 1    | 3      |
| Copa de la Liga 2020      | Fase Complementación | 11 | 2  | 4  | 5  | 14 | 21 | -7   | 10     |
| Copa de la Liga 2021      | 11° Zona B           | 13 | 3  | 3  | 7  | 15 | 21 | -6   | 12     |
| Copa de la Liga 2022      | Cuartos de Final     | 15 | 7  | 4  | 4  | 26 | 21 | 5    | 25     |
| Copa de la Liga 2023      | 12° Zona B           | 14 | 3  | 5  | 6  | 12 | 16 | -4   | 14     |
| Copa de la Liga 2024      | Cuartos de Final     | 15 | 7  | 5  | 2  | 18 | 14 | 4    | 26     |
| Total                     | Total                | 71 | 23 | 21 | 26 | 87 | 97 | -10  | 90     |

### Participación en Copas internacionales
| Trayectoria de Defensa y Justicia en competiciones internacionales |                          |                  |    |    |    |    |    |    |    |
| #                                                                  | Torneo                   | Posición         | PJ | PG | PE | PP | GF | GC | DG |
| 1                                                                  | Copa Sudamericana 2017   | Segunda Fase     | 4  | 1  | 2  | 1  | 2  | 2  | 0  |
| 2                                                                  | Copa Sudamericana 2018   | Cuartos de final | 8  | 4  | 1  | 3  | 10 | 5  | 5  |
| 3                                                                  | Copa Sudamericana 2019   | Primera Fase     | 2  | 0  | 0  | 2  | 0  | 4  | -4 |
| 4                                                                  | Copa Libertadores 2020   | Fase de grupos   | 6  | 2  | 0  | 4  | 8  | 10 | -2 |
| 5                                                                  | Copa Sudamericana 2020   | Campeón          | 9  | 6  | 3  | 0  | 16 | 7  | 9  |
| 6                                                                  | Recopa Sudamericana 2021 | Campeón          | 2  | 1  | 0  | 1  | 3  | 3  | 0  |
| 7                                                                  | Copa Libertadores 2021   | Octavos de final | 8  | 2  | 3  | 3  | 12 | 13 | -1 |
| 8                                                                  | Copa Sudamericana 2022   | Fase de grupos   | 6  | 1  | 1  | 4  | 8  | 11 | -3 |
| 9                                                                  | Copa Sudamericana 2023   | Semifinales      | 12 | 8  | 2  | 2  | 21 | 14 | 7  |
| 10                                                                 | Copa Sudamericana 2024   | Fase de grupos   | 6  | 1  | 2  | 3  | 4  | 8  | -4 |
| #                                                                  | Total                    | 2 títulos        | 63 | 26 | 14 | 23 | 84 | 77 | 7  |

#### Resumen estadístico
En negrita competiciones vigentes. Actualizado a la Copa Libertadores 2021.
| Torneo              | PJ | PG | PE | PP | GF | GC | Dif. | Mejor resultado  |
| ------------------- | -- | -- | -- | -- | -- | -- | ---- | ---------------- |
| Copa Sudamericana   | 47 | 21 | 11 | 15 | 61 | 51 | 10   | Campeón          |
| Copa Libertadores   | 14 | 4  | 3  | 7  | 20 | 23 | -3   | Octavos de final |
| Recopa Sudamericana | 2  | 1  | 0  | 1  | 3  | 3  | 0    | Campeón          |
| Total               | 63 | 26 | 14 | 23 | 84 | 77 | 7    | 2 títulos        |

## Palmarés

### Torneos nacionales (3/4)
| Organizados por AFA     | Organizados por AFA | Organizados por AFA |
| Competición             | Títulos             | Subtítulos          |
| ----------------------- | ------------------- | ------------------- |
| Ligas                   |                     |                     |
| Primera División (0/2)  |                     | 2018-19, 2021       |
| Segunda categoría (0/1) |                     | 2013-14             |
| Tercera categoría (2/0) | 1985, 1996-97       |                     |
| Cuarta categoría (1/0)  | 1982                |                     |
| Copas                   |                     |                     |
| Copa Argentina (0/1)    |                     | 2023                |

### Torneos internacionales (2/0)
| Organizados por CONMEBOL  | Organizados por CONMEBOL | Organizados por CONMEBOL |
| Competición               | Títulos                  | Subtítulos               |
| ------------------------- | ------------------------ | ------------------------ |
| Copa Sudamericana (1/0)   | 2020                     |                          |
| Recopa Sudamericana (1/0) | 2021                     |                          |